# Обала Слоноваче на Светском првенству у атлетици у дворани 2016.
Обала Слоноваче је на 16. Светском првенству у атлетици у дворани 2016. одржаном у Портланду од 17. до 20. марта учествовала шеснаести пут, односно учествовала је на свим првенствима до данас. Репрезентацију Обале Слоноваче представљала су 3 атлетичара (1 мушкарац и 2 жене) који су се такмичили у трци на 60 метара.,
На овом првенству такмичари Обале Слоноваче нису освојили ниједну медаљу нити су остварили неки резултат. У табели успешности према броју и пласману такмичара који су учествовали у финалним такмичењима (првих 8 такмичара) Обала Слоноваче је са једним учесником у финалу делила 47. место са 2 бода.
| Плас. | Земља           | 1. место | 2. место | 3. место | 4. место | 5. место | 6. место | 7. место | 8. место | Бр. финал. | Бод. |
| ----- | --------------- | -------- | -------- | -------- | -------- | -------- | -------- | -------- | -------- | ---------- | ---- |
| =47.  | Обала Слоноваче | 0        | 0        | 0        | 0        | 0        | 0        | 1        | 0        | 1          | 2    |

## Учесници
| Мушкарци: - Хуа Вилфред Кофи — 60 м | Жене: - Мари Жозе Та Лу — 60 м - Аделин Гоуенон — 60 м |  |

## Резултати

### Мушкарци
| Атлетичар        | Дисциплина | Лични рекорд | Квалификација | Квалификација | Полуфинале | Полуфинале | Финале               | Финале       | Детаљи |
| Атлетичар        | Дисциплина | Лични рекорд | Резултат      | Место         | Резултат   | Место      | Резултат             | Место        | Детаљи |
| ---------------- | ---------- | ------------ | ------------- | ------------- | ---------- | ---------- | -------------------- | ------------ | ------ |
| Хуа Вилфред Кофи | 60 м       | 6,62         | 6,64 КВ       | 3. у гр. 6    | 6,63       | 4. у гр. 1 | Није се квалификовао | 14 / 53 (56) |        |

### Жене
| Атлетичарка     | Дисциплина | Лични рекорд | Квалификација | Квалификација | Полуфинале            | Полуфинале            | Финале                | Финале       | Детаљи |
| Атлетичарка     | Дисциплина | Лични рекорд | Резултат      | Место         | Резултат              | Место                 | Резултат              | Место        | Детаљи |
| --------------- | ---------- | ------------ | ------------- | ------------- | --------------------- | --------------------- | --------------------- | ------------ | ------ |
| Мари Жозе Та Лу | 60 м       | 7,06         | 7,17 КВ       | 2. у гр. 5    | 7,15 кв               | 3. у гр. 2            | 7,29                  | 7 / 44 (45)  |        |
| Аделин Гоуенон  | 60 м       | 7,26         | 7,50          | 5. у гр. 2    | Није се квалификовала | Није се квалификовала | Није се квалификовала | 33 / 44 (45) |        |